# 切爾諾欣
切爾諾欣是捷克的城鎮，位於該國西部，距離斯特日布羅11公里，由比爾森州負責管轄，面積42.2平方公里，海拔高度500米，1611年發生的大火燒毀鎮上的教堂，2006年人口僅1,122。

## 外部連結
- Municipal website （页面存档备份，存于）